# Свођење на апсурд
Свођење на апсурд (лат. pl.: reductiones ad absurdum), такође познато и као дискусија до апсурда (лат. argumentum ad absurdum), је познат начин дискусије којим се тражи начин да се докаже да је неко тврђење тачно показујући да погрешан, неодржив или апсурдан резултат добијамо његовим порицањем. Аналогно, можемо показати да је неко тврђење нетачано или апсурдно ако претпоставимо да је тврђење тачно. Свођење на апсурд је такође и логичка грешка.
Још у Античкој Грчкој грчки филозофи су први препознали и изучавали ову технику(латински термин потиче из грчког језика грч. "εις άτοπον απαγωγή" eis atopon apagoge, у значењу свођења на апсурд, у на пример Аристотеловој Првој Аналитици), она је била често коришћена кроз историју и у формалној математици и филозофији, као и у неформалним дебатама.
"Апсурдни" закључак у свођењу на апсурд може имати више различитих форми:
- Камење има тежину, иначе бисмо могли да га видимо како лети у ваздуху.
- Друштво мора поседовати законе, иначе би владао хаос.
- Не постоји најмањи позитиван Рационалан број, зато што када би он постојао, било би могуће поделити га са два да се добије мањи.

Први пример наведен горе показује како би се порицањем тврђења добио смешан исход: био би против онога што је нашем уму логично. Други показује да би порицање тврђења довело до неодрживог резултата: непријатног и нефункционалног друштва. Трећи пример је Математички доказ контрадикцијом, који показује да порицање премисе доводи до логичке контрадикције (постоји "најмањи" број, међутим, идаље постоји и број мањи од њега).

## Грчка филозофија
Ова техника је коришћена од стране грчких филозофа, почевши од пресократовских филозофа. Најранији пример свођења на апсурд у Грчкој, наводно, је у фрагментима сатиричне песме приписане Ксенофану из Колофона ((грч. Ξενοφάνης ὁ Κολοφώνιος, Колофон (западна Анатолија), око 565. п. н. е. - Елеја (јужна Италија), око 470. п. н. е). Критикујући Хомерово приписивање људских мана Грчким боговима, говори да људи такође верују да богови имају људска обличја. Али, ако би коњи и волови умели да цртају, сликали би богове у телима коња и волова. Богови не могу истовремено имати обе форме и одатле је контрадикција. Одатле, приписивање и других људских особина боговима, као што су људске мане, је такође нетачно.
Најранији дијалог Платона (грч. Πλάτων; рођен 427. п. н. е. у Атини; умро 347. п. н. е.), који се тицао дебата са његовим учитељем Сократом, повећао је употребу свођења тврдњи на формални дијалектни метод, данас познат као Сократовски метод. Обично би Сократов противник изговорио неко безазлено тврђење, а потом би Сократ корак по корак вршио резоновање, доводећи за аргументе у дискусију још неке претпоставке, што би натерало противника да призна да је његово тврђење довело до апсурдног или контрадикторног закључка, што би га приморало да напусти своје тврђење. Ова техника је такође била фокус рада Аристотела (грч. Αριστοτέλης); 384. п. н. е. — 322. п. н. е.).

## Принцип неконтрадикције
Аристотел је разјаснио везу између контрадикције и лажности у његовом принципу неконтрадикције. Он тврди да неко тврђење не може бити у исто време и тачно и нетачно. Одатле, ако контрадикција тврђења (не-P) може логички произаћи из тврђења (P) онда се може закључити да је коришћена лажна претпоставка. Ова техника, названа доказ контрадикцијом, је формирала базу свођења на апсурд тврђења у формалним областима као што су логика и математика.
Принцип неконтрадикције се чинио употпуности непорецивим за већину филозофа. Међутим, неки од филозофа, као што су Хераклит и Хегел су прихватили контрадикцију.

## Дискусија страшила
Нетачно тврђење слично свођењу на апсурд често се виђа у дебатама и познато је као логичка нетачност страшила.

Дискусија страшила покушава да оповргне задато тврђење показујући да незнатно другачије или погрешно тумачење тврђења доводи до апсурног или смешног закључка, поуздајући се на то да публика не примећује да се аргумент заправо не односи на почетно тврђење. На пример, 1977. године поводом оптужнице за пљачку банке у САД, тужилац је у завршној речи
Ја тврдим да ако не можете узети ове доказе и наћи ове оптужене кривим по овим доказима онда можемо и отворити све банке и рећи: "Хајде да узмемо новац, момци", јер никада нећемо бити у стању да их осудимо.

## Примери
- Да је теорија еволуције тачна, свуда и стално бисмо видели рибе које постају мајмуни и мајмуне како постају људи.

Пример свођења на апсурд у облику логичке грешке.